# ヘテロフラーレン
ヘテロフラーレン (heterofullerene) は、炭素原子が非炭素原子で置換されたフラーレンである。少なくとも1つの炭素原子が別の元素で置き換えられている。分光法に基づいて、ホウ素（ボラフラーレン）、窒素（アザフラーレン）、酸素、ヒ素、ゲルマニウム、リン、ケイ素、鉄、銅、ニッケル、ロジウムおよびイリジウム置換が報告されている。分離されたヘテロフラーレンに関する報告は、窒素および酸素に基づくものに限定されている。